# Naissance en 1315
Naissance
- 1311
- 1312
- 1313
- 1314
- 1315
- 1316
- 1317
- 1318
- 1319

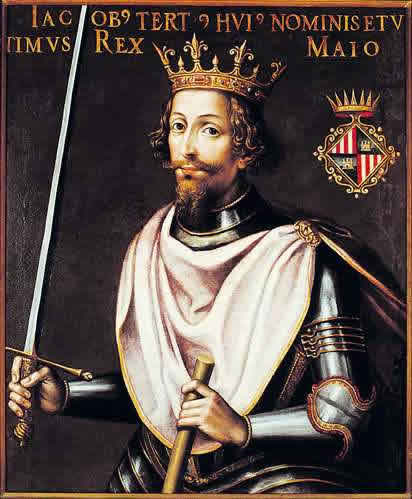
Jacques III de Majorque, né en 1315.

Cette page dresse une liste de personnalités nées au cours de l'année 1315  :
- janvier : Jacques de Piémont, seigneur de Piémont.
- 22 février : Chunghye, 28e roi de Goryeo.
- mai : Louis V de Bavière, duc de Bavière mais également Margrave de Brandebourg et comte de Tyrol.
- 20 mai : Bonne de Luxembourg, duchesse de Normandie.

- Mohammed IV de Grenade, sixième émir nasride de Grenade.
- Agnès de Habsbourg, dernière duchesse de Schweidnitz-Jauer.
- Jacques III de Majorque, roi de Majorque, comte de Roussillon et de Cerdagne, seigneur de Montpellier et prétendant à la principauté d'Achaïe.
- Albert IV de Saxe-Lauenbourg, prince de la maison d'Ascanie et duc de Saxe-Lauenbourg.
- Robert de Tarente, prince de Tarente et empereur titulaire de Constantinople.
- Eberhard II de Wurtemberg, comte du Wurtemberg et comte d'Urach.
- Irène, impératrice de Trébizonde.
- Kujō Michinori, noble de cour japonais (kugyō) de l'époque de Kamakura.
- Sliwa Bar Yuhanna, chroniqueur chrétien de langue arabe.
- Valdemar III de Danemark, duc de Schleswig.

date incertaine (vers 1315)
- Aymeric Chapt de L'Âge-au-Chapt, évêque de Volterra, évêque et gouverneur de Bologne, évêque de Limoges et gouverneur général du Limousin.
- Nicolas de La Jugie, baron de Rieux, seigneur de La Livinière, de Ferrals-les-Corbières et de Liviers en Vivarais.
- Pierre d'Orgemont, chevalier et chancelier de France.